# Stadion Miejski w Szawlach
Stadion Miejski (lit. Savivaldybė Stadion) – stadion piłkarski w mieście Szawle, na którym rozgrywa swoje mecze FA Szawle, FC Gintra. Pojemność stadionu to 3 000 miejsc siedzących 1 000 nich jest zadaszona w tym miejsca dla osób niepełnosprawnych. Budowę stadionu rozpoczęto w 1948, lecz kilkanaście razy ją przerywano i stadion został otwarty dopiero w 1962 roku. Obiekt posiada 2 kategorię UEFA. Obiekt był modernizowany w latach 2005 i 2007-2009. Podczas ostatniej modernizacji zamontowano sztuczne oświetlenie, dostosowano stadion do potrzeb osób niepełnosprawnych, zamontowano tablicę wyników, stworzono miejsca dla VIP-ów, zamontowano krzesełka kubełkowe.